# 利氏真小鯉
利氏真小鯉（学名：Cyprinella leedsi）为輻鰭魚綱鯉形目羅雅魚科的其中一種，分布於北美洲美國南卡羅萊納州埃迪斯托河至喬治亞州阿爾塔馬哈河及喬治亞州南部和佛羅里達州北部的Oklockonee流域，體長可達10公分，棲息在沙泥底質的溪流，生活習性不明。